# インド文化圏

インド文化圏

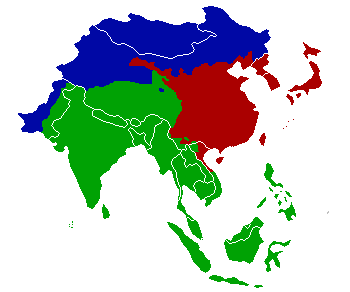
インド亜大陸以東のアジアにおける歴史的な文字の分布図。赤:歴史的に漢字を使用、緑:歴史的にインド系文字を使用、青:その他。

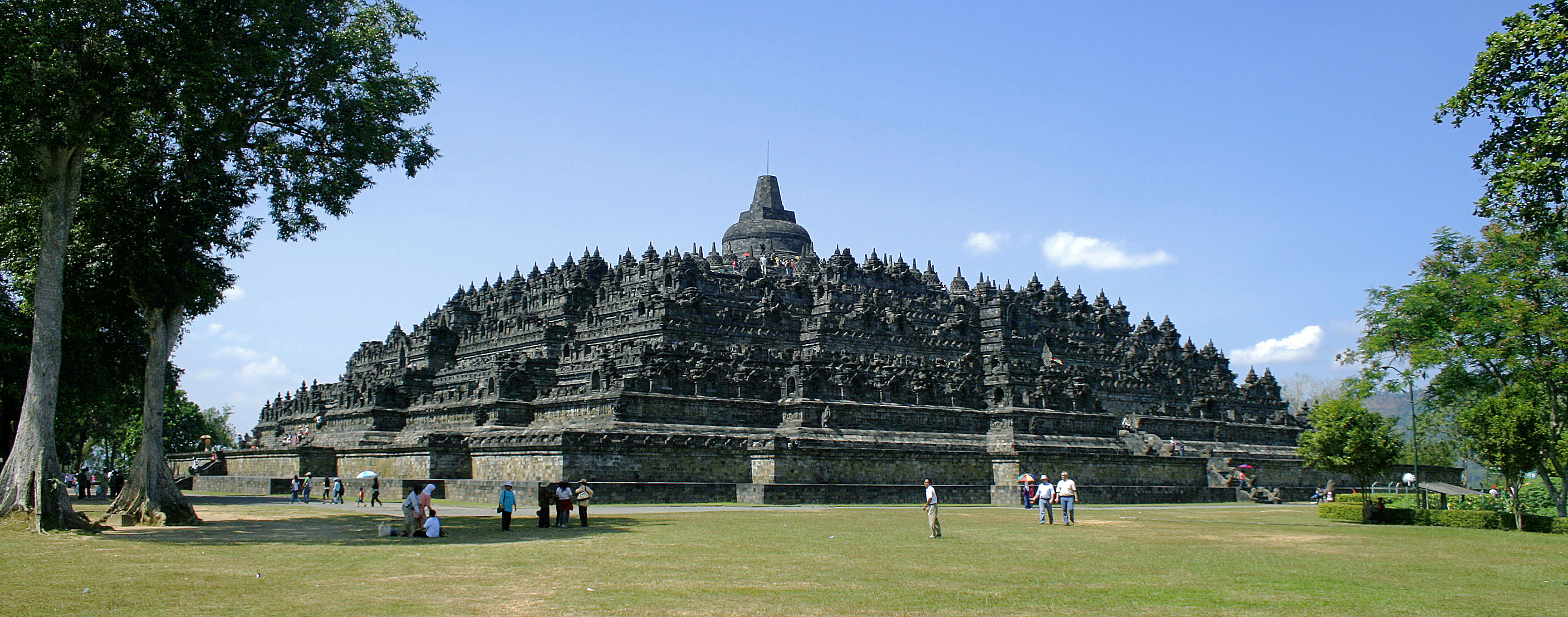
インドネシアのボロブドゥール遺跡。インドネシアは、インドから仏教が伝来し、さらにイスラム教が伝来した。

インド文化圏（印度文化圏、Greater India）は、歴史的にインドの文化（文字・語彙・宗教・芸術・建築など）に強い影響を受けた地域を指す。厳密に文化圏の範囲を定義するのは難しく、インド文化圏の範囲も厳密には定義されていないが、曖昧な定義としては南アジアや東南アジア、チベットなどを指す。しかし、東南アジアでもベトナム北部は歴史的に中国の影響が強いため漢字文化圏（中華文化圏）に分類される。

## 概説
インド文化圏に含まれる地域は、インド亜大陸を超えて東南アジアにまで及んでいる。東南アジアではミャンマー、ラオス、タイやカンボジアが特に影響を受けていて、マレーシアやインドネシアもイスラム教が伝来するまでは同様に強い影響を受けていたとされる。なお、同じ東南アジアに属するベトナムはチャンパ王国およびクメール人支配域のあった南部を除き、中国の影響が強かったため漢字文化圏に含まれる。
これらの地域は歴史的にも文学、哲学、政治体系、建築、音楽、信仰（ヒンドゥー教、小乗仏教）などで相似した文化を共有している。